# Кзыл Кеч
Кзыл Кеч — деревня в Альметьевском районе Татарстана, в составе Нижнеабдулловского сельского поселения. Население на 2015 год составляет 44 человека, на 2024 год в Кзыл Кеч 1 улица Кзыл Кеч.
Кзыл Кеч был образован 5 марта 1929 года. В первое время здесь проживали жители из сел Нижнее Абдулово и Елхово. Во время Великой Отечественной войны на фронт из жителей села ушло 83 человека из них 32 погибли. На местном кладбище в 2015 году им был возведён памятник.
Сейчас ( на 2024 год) в посёлке около 50 домов в 1992 году здесь проведён сетевой газ, в 1962 году — электричество и водопровод. В поселке есть кладбище, ближайшее почтовое отделение находится в селе Нижнее Абдулово.